# いなっせ
いなっせは、長野県伊那市荒井3500番地1にある「伊那市駅前の再開発ビル」の愛称である。2003年（平成15年）12月1日にオープンした。

## 概要
駅前再開発事業の一環として建設された。ニシザワの経営する新刊書店や、ブティック、飲食店、八十二銀行伊那市駅前支店、伊那市教育会、荒井区事務所、伊那市生涯学習センターなどが同じ建物に入っており、駅前のランドマークとなっている。
『いなっせ』の名称は市民から公募されたもので、市民から愛されるコンセプトとして伊那市の｢いな｣、元気・活気・粋の意味の｢いなせ｣、そして見本市など賑わいを表す｢メッセ(Messe)｣の3つの言葉から構成されている。
ホールやレッスン室、会議室などを備え、しかもそれらが安価で利用できるため、市民の各種活動に積極的に利用されている。
伊那北駅近くには、「きたっせ」も開設されている。

## 沿革
- 1977年（昭和52年）3月 - 伊那市が「伊那市都市再開発構想」を策定。
- 1983年（昭和58年）3月 - 伊那市が「伊那市駅前第2地区再開発事業推進計画」を策定。
- 1999年（平成11年）4月16日 - 伊那市駅前第2地区市街地再開発準備組合設立。
- 2000年（平成12年）12月 - 高度利用地区及び第1種市街地再開発事業が都市計画決定。
- 2002年（平成14年）
  - 3月8日 - 入札。
  - 3月19日 - 起工式及び安全祈願祭。
- 2003年（平成15年）
  - 11月13日 - プレオープン。
  - 12月1日 - 竣工式、グランドオープン。

## 施設
| 階数 | 施設名 |
| ---- | --- |
| 1    | 飲食店：しゃぶしゃぶ温野菜、粒屋菜之助、インド・ネパール料理店ロイヤル・ナンハウス、物販店：かんてんぱぱショップ、ワンデイ貴金属ブランドリサイクル、ブックス＆カフェNISHIZAWA、学習塾：個別教室のトライ、学習塾：超個別指導塾まつがく |
| 2    | 八十二銀行伊那市駅前支店、市民ロビー 展示ギャラリー、長野県林業コンサルタント協会、株式会社FEA |
| 3    | 上伊那広域連合、荒井会 |
| 4    | 学習室、会議室401、会議室402、上伊那教育会 |
| 5    | 創作室、和室、料理実習室、研修室501、研修室502、研修室503、団体事務室A、団体事務室B、女性団体事務室、伊那市生涯学習センター事務室 |
| 6    | ホワイエ、楽屋、ホール |
| 7    | ベビールーム、ちびっこ広場、会議室701、会議室702 |
| 8    | 多目的レッスン室、スタジオ801、スタジオ802、更衣・シャワー室 |

## 周辺
- JR東海 飯田線 伊那市駅
- 長野県伊那合同庁舎
- 伊那バスターミナル